# Lotte Kaliski
Lotte Kaliski (* 17. September 1908 in Breslau; † 9. September 1995 in New York City, USA) war eine deutsche Schulleiterin und -gründerin.

## Familie
Lotte Kaliski war erstes Kind von Elsa Kaliski, geborene Sonnenfeld, und Max Kaliski (* 10. Juli 1871; † 1. September 1942). Der Vater war Rechtsanwalt mit eigener Kanzlei. Im Verlauf des beruflichen Vorankommens des Vaters konnte die Familie 1912 in die Breslauer Villengegend umziehen, wo Lottes jüngere Schwester Mia (* 17. November 1914) geboren wurde.
Die Eltern stammten aus assimilierten jüdischen Familien und besuchten mit ihren Kindern zu Neujahr und Jom Kippur die liberale Neue Synagoge Breslaus.
Ostern 1915 wurde Lotte in die koedukative private Weinhold-Schule in Breslau eingeschult. Im Juli desselben Jahres, im Alter von sieben Jahren, erkrankte Lotte an spinaler Kinderlähmung und war fortan von der Hüfte abwärts gelähmt. Nach einem Jahr konnte sie wieder an die Schule zurückkehren. Ihre Mutter entwickelte deshalb ein Trainings- und Rehabilitationsprogramm, das Lotte unter großen Schmerzen absolvieren musste. Lotte konnte zwar wieder laufen, blieb jedoch für den Rest ihres Lebens behindert.
Durch die Wirtschaftskrise in den Jahren nach dem Ersten Weltkrieg sah sich der Vater gezwungen, mit seiner Familie in eine preiswertere Wohnung umzuziehen, die in der dritten Etage lag. Die gehbehinderte Lotte musste daher täglich viele Treppenstufen bewältigen, was zu einem lebenslangen Konflikt zwischen Mutter und Tochter führte. Lotte warf ihrer Mutter vor, die hochgelegene Wohnung mit Absicht gewählt zu haben, um sie zu quälen.
Ganz besonderen Wert legten die Eltern auf die Ausbildung Lottes, denn eine spätere eheliche Verbindung wurde wegen der Körperbehinderung als wenig wahrscheinlich angesehen. Gleichwohl waren die nachfolgenden Schulwechsel auch von den finanziellen Engpässen der Familie bestimmt und zum Teil von starken innerfamiliären Auseinandersetzungen begleitet. Nach einer ersten Privatschule besuchte Lotte drei weiterführende Schulen, bis sie 1928 das Abitur an der Cecilienschule ablegte. In dieser Zeit war Lotte Kaliski zusammen mit zwei Freundinnen auch Mitglied bei den Kameraden geworden. Das war nicht nur für ihre politische Orientierung von Bedeutung, sondern verschaffte ihr auch die „Möglichkeit, die Falle des Rückzugs in die Häuslichkeit zu vermeiden, die bei einer schweren Behinderung so nahe liegt. […] Die anderen Mädchen stützten sie dabei nach Kräften – die von Herzen kommende Integration einer Behinderten ergab sich aus den praktizierten Idealen des Bundes.“
Die Hyperinflation und ihre Folgen wirkten sich unmittelbar auf den Bestand der väterlichen Anwaltskanzlei aus – sie musste schließen. Als die eigenen Eltern vollkommen mittellos geworden waren, übernahm ein Onkel zum Wintersemester 1928/29 die weitere Finanzierung der Ausbildung Lottes. Die Ehe ihrer Eltern zerbrach unter der enormen Belastung dieser Zeit. Max Kaliski, den Lotte als besonders gütig geliebt hat, zog in die Reichshauptstadt, wo er sich ein besseres Auskommen als Anwalt versprach.
1934 emigrierte Lottes jüngere Schwester Mia, verheiratete Kroch, nach Palästina. 1939 gelang es der Familie mit Freunden, Lottes Mutter aus Deutschland herauszuholen. Doch den Vater konnten die Töchter nicht retten. Über siebzigjährig, wurde Max Kaliski von den Nazis deportiert und kam am 1. September 1942 im Ghetto Theresienstadt um.

## Ausbildung
Im Jahr 1928 nahm Lotte ein Studium der Mathematik und Physik für das Lehramt am Lyzeum auf. Während des Studienverlaufs verschlechterte sich jedoch für dieses Berufsziel die Lage auf dem Arbeitsmarkt. Lotte folgte daher einem erteilten Ratschlag, stattdessen ein Examen als Mittelschullehrerin abzulegen, das keine pädagogische Ausbildung beinhaltete.

## Wirken
Nach erfolgreichem Studienabschluss am 24. November 1931 zog auch sie nach Berlin, um in der Nähe ihres Vaters zu sein und von ihrer Mutter loszukommen. Dort bewarb sie sich bei Mittelschulen, von denen sie jedoch wegen ihrer Körperbehinderung durchweg abgewiesen wurde. Ein lebenslanger Versorgungsfall wollte Lotte Kaliski aber partout nicht werden. Dafür war sie zu willensstark, zu unabhängig, zu selbständig und zu energiegeladen. Zielgerichtet und engagiert verfolgte die erst Dreiundzwanzigjährige daher die einzige Alternative, die sie damals zu erkennen glaubte: die Gründung einer Privatschule, konkreter: einer Waldschule. Vorbild war die Waldschule in Berlin-Westend, von deren Konzept Lotte Kaliski begeistert war. Sie hatte sich dort als Lehrerin beworben, war jedoch wegen ihrer Körperbehinderung abgelehnt worden. Für eine gehbehinderte, junge, unerfahrene Frau waren die zahlreichen Behördengänge keineswegs einfach zu absolvieren und zu bestehen. Zu ihren Gunsten wirkte sich aus, dass sie bei einer Familienfreundin in Charlottenburgs Rankestraße wohnen und diese Adresse als Büro mit Telefon nutzen durfte. Von ihrem Großvater erhielt sie als vorgezogene Erbschaft 2.000 Reichsmark als Startkapital.

### Private Waldschule Kaliski

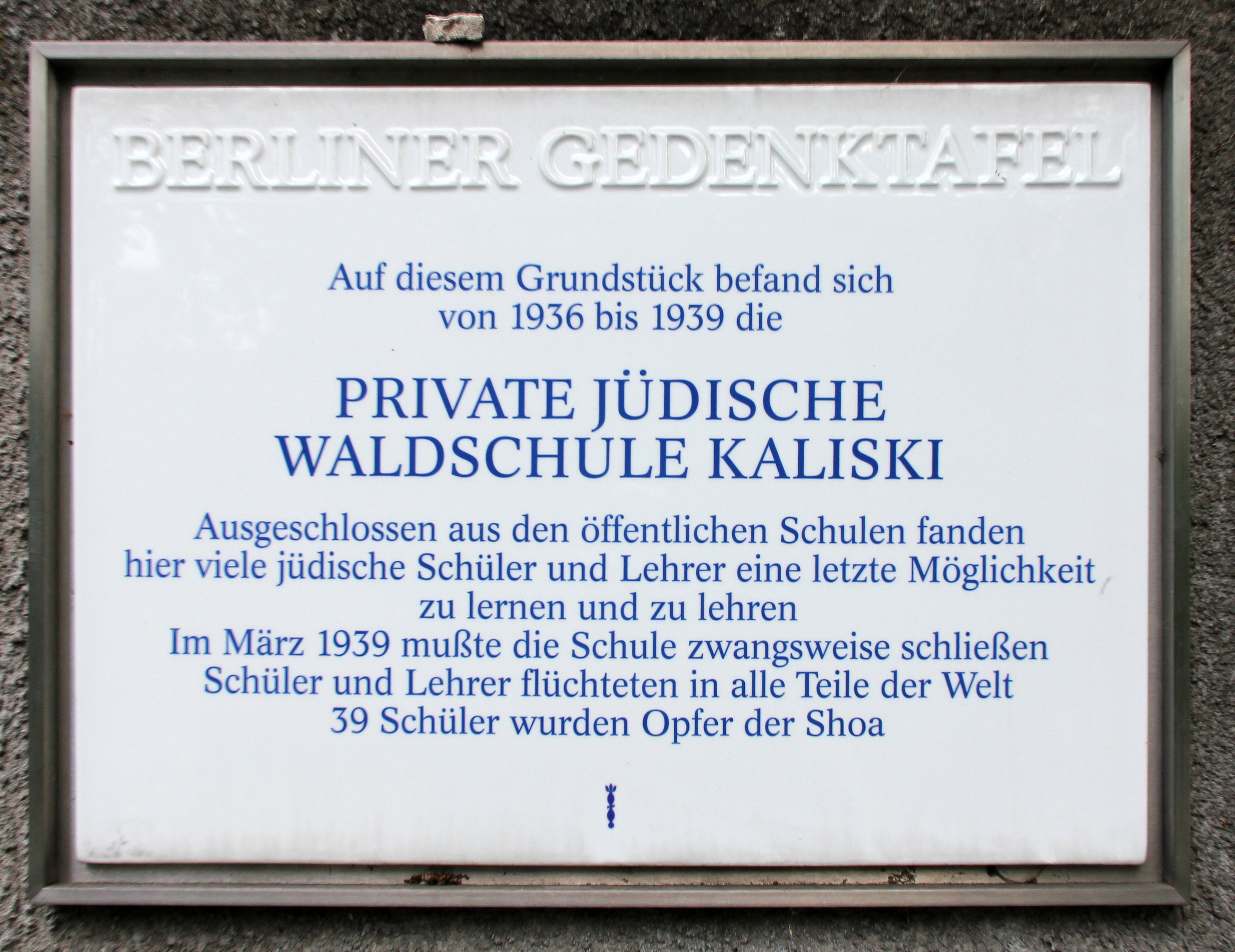
Gedenktafel am Haus, Im Dol 2-6, in Berlin-Dahlem

Tatkräftig unterstützt von dem Kollegen Heinrich Selver (1901–1957), gelang es ihr innerhalb weniger Monate, eine kleine reformpädagogische Privatschule für Mädchen und Jungen zu begründen, koedukativ, konfessionsfrei und entsprechend einem damals beginnenden Trend als so genannte Waldschule, also abseits der großstädtischen Verdichtung im Grünen, mit entsprechenden Gestaltungsmöglichkeiten für die Schüler: die Private Waldschule Kaliski.
Sie mietete geeignete Räumlichkeiten des auf Mieteinnahmen angewiesenen Sportclubs Charlottenburg im Eichkamp in Berlin-Westend und ließ in Berliner Zeitungen ein Inserat veröffentlichen, das alle Schlagworte enthielt, die damals großstädtische Elternherzen höher schlagen ließen: „Tagesinternat 9–18 Uhr. Gymnastik, Duschen, Höhensonne, Liegeterrasse. Individuelle Behandlung.“ Mit den ersten sechsundzwanzig Schülern konnte der Unterricht und Schulbetrieb am 7. April 1932 beginnen.
Das reformpädagogische Konzept, so viele schulische Aktivitäten wie nur möglich im Freien durchzuführen, den Schülern zu viel körperlicher Bewegung und Betätigung zu verhelfen, kleine Klassen für eine individuelle Betreuung einzurichten und auch Gartengestaltung und -pflege in den Lehrplan aufzunehmen, war nicht ganz neu. Es stammte bereits aus den 1920er Jahren. Lotte Kaliski konnte an Projekten bereits zuvor aktiver Mitbewerber wie Toni Lessler mit deren Privater Waldschule Grunewald erkennen, dass es erfolgversprechend war und mit einer steigenden Nachfrage gerechnet werden konnte.
1933 kündigte die Stadt Berlin der Waldschule Kaliski, um die von ihr genutzten Räume für das Mommsen-Gymnasium zu nutzen.
Die von den Schülern so genannte „PriWaKi“ zog aus diesem Grund zum Oktober 1933 in die Bismarckallee 35/37 nach Berlin-Grunewald um, direkt gegenüber der Grunewaldkirche.
1936 erfolgte ein weiterer Umzug der Waldschule Kaliski nach Berlin-Dahlem, in die Straße Im Dol 2–6.
Lotte Kaliski gelang im August 1938 trotz vieler Widerstände, die auf ihre Körperbehinderung zurückzuführen waren, die Emigration in die Vereinigten Staaten, ohne Vermögen und ohne Beziehungen – ein Kunststück. Als Touristin suchte sie sich persönlich zwei Bürgen für ein Visum, wurde wegen ihrer Körperbehinderung jedoch vielfach abgelehnt, bevor es letztlich doch noch gelang. Deutschland hat Lotte Kaliski bis zu ihrem Tod nie mehr besucht.
Auch in den USA hatte sie keinen leichten Start, mit ihrer Lähmung wurde sie an keiner Schule eingestellt. Der Versuch, eine Privatschule zu gründen, scheiterte an der Finanzierung. Lotte Kaliski gründete deshalb zunächst einen Kindergarten. Diese Tätigkeit entsprach ihr jedoch nicht, der Kindergarten bestand daher nicht sehr lange. Sie begann im Anschluss, etwas nachzuholen, was ihr fehlte – pädagogische Kenntnisse. Von einer Flüchtlingsorganisation erhielt sie ein Stipendium für ein Studium der Sonderpädagogik an der Columbia University, das sie erfolgreich abschloss. Sie begann am Columbia Presbyterian Medical Center, mit hirngeschädigten Kindern zu arbeiten.

### Lotte Kaliski Foundation for Gifted Children
Schon während des Studiums arbeitete sie mit „exceptional children“, hochbegabten Kindern mit emotionalen Störungen. Für diese gründete sie später die Lotte Kaliski Foundation for Gifted Children. Ihre Stiftung förderte außergewöhnliche Kinder. Körperlich oder geistig behinderte Schüler und Studenten konnten ein Stipendium erhalten, wenn sie in mindestens einer akademischen oder künstlerischen Disziplin herausragend talentiert waren.

### New Kaliski Country Day School
Ihre Kollegen des Fachbereichs Neurologie überzeugten Lotte Kaliski schließlich, eine private Förderschule zu gründen. Diese entstand im Jahr 1947 in Riverdale, New York, als „New Kaliski Country Day School for the child with learning disabilities“ mit dem ganzen Erfahrungsschatz aus der Privaten Waldschule Kaliski in Berlin. Lotte Kaliski hatte ihre Waldschule in Berlin nie vergessen, sie sorgte sowohl 1960 als auch 1981 für ehemalige Schülertreffen. Die neue Schule wurde bis Anfang der 1990er Jahre betrieben, Lotte Kaliski starb 1995.

## Schriften
- mit Robert Tankersley und Ruth Iogha: Structured dramatics for children with learning disabilities. Academic Therapy Publications, San Rafael CA 1971

## Ehrungen
- In der Ausstellung „Hier ist kein Bleiben länger“ (Nelly Sachs) des Museums Wilmersdorf (heute: Museum Charlottenburg-Wilmersdorf) wurde vom 19. März – 18. September 1992 fünf Gründerinnen jüdischer Schulen in Wilmersdorf gedacht: Leonore Goldschmidt (1897–1983), Lotte Kaliski (1908–1995), Vera Lachmann (1904–1985), Toni Lessler (1874–1952) und Anna Pelteson (1868–1943).
- In Deutschland wird bis heute an Lotte Kaliski erinnert. Die Fakultät Rehabilitationswissenschaften an der Technischen Universität Dortmund vergibt zweimal jährlich den Lotte-Kaliski-Preis an herausragende Absolventen des Diplom- und Lehramtsstudiengangs Sonderpädagogik.[25]

## Filme
- Ingrid Oppermann: Eine Villa in Dahlem – Auf den Spuren der Jüdischen Waldschule Kaliski, Länge: 60 Minuten, Produktion: Sender Freies Berlin, 1999
- Ingrid Oppermann: Klassentreffen – eine jüdische Reformschule im Dritten Reich